# Emmy Freundlich

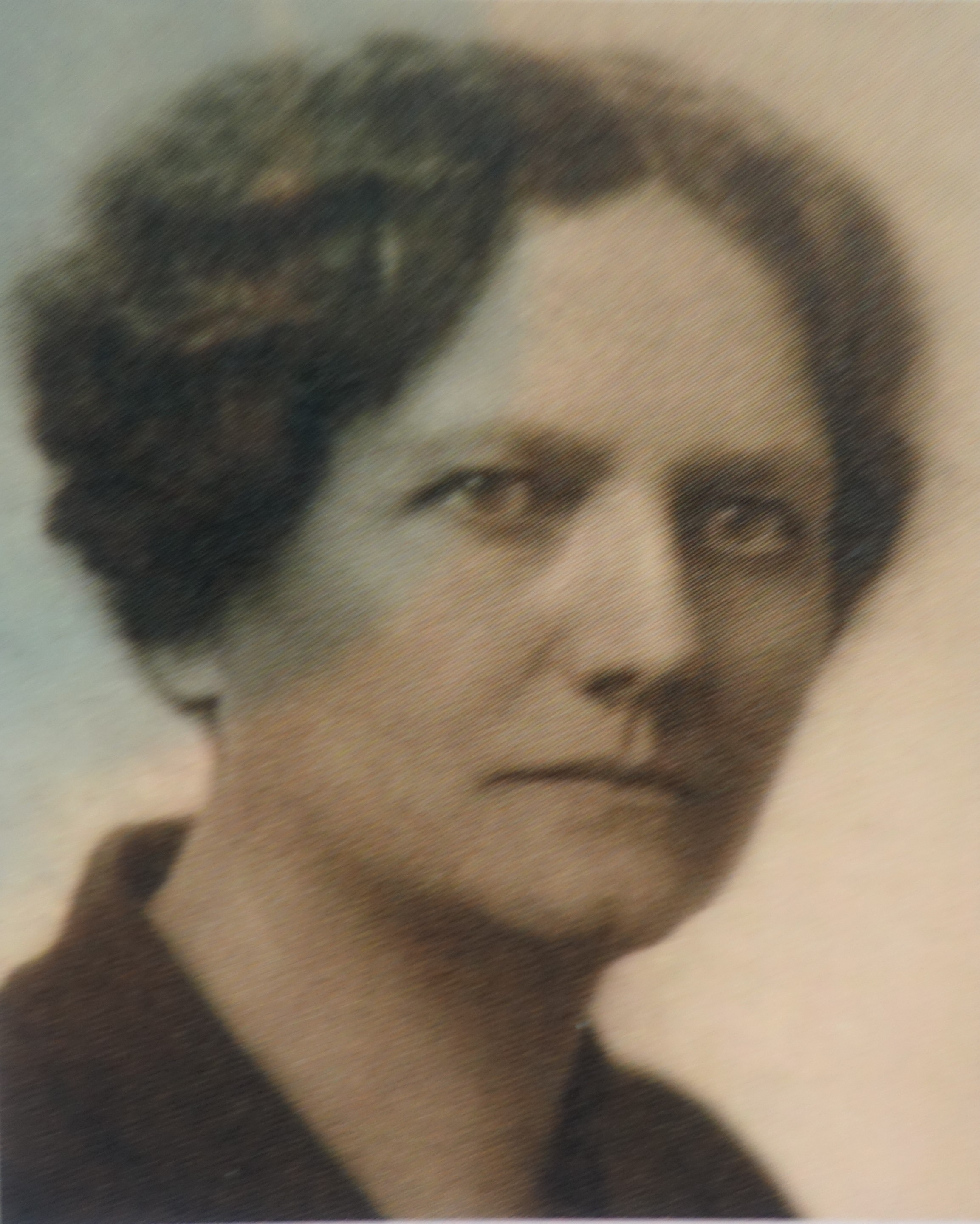
Emmy Freundlich

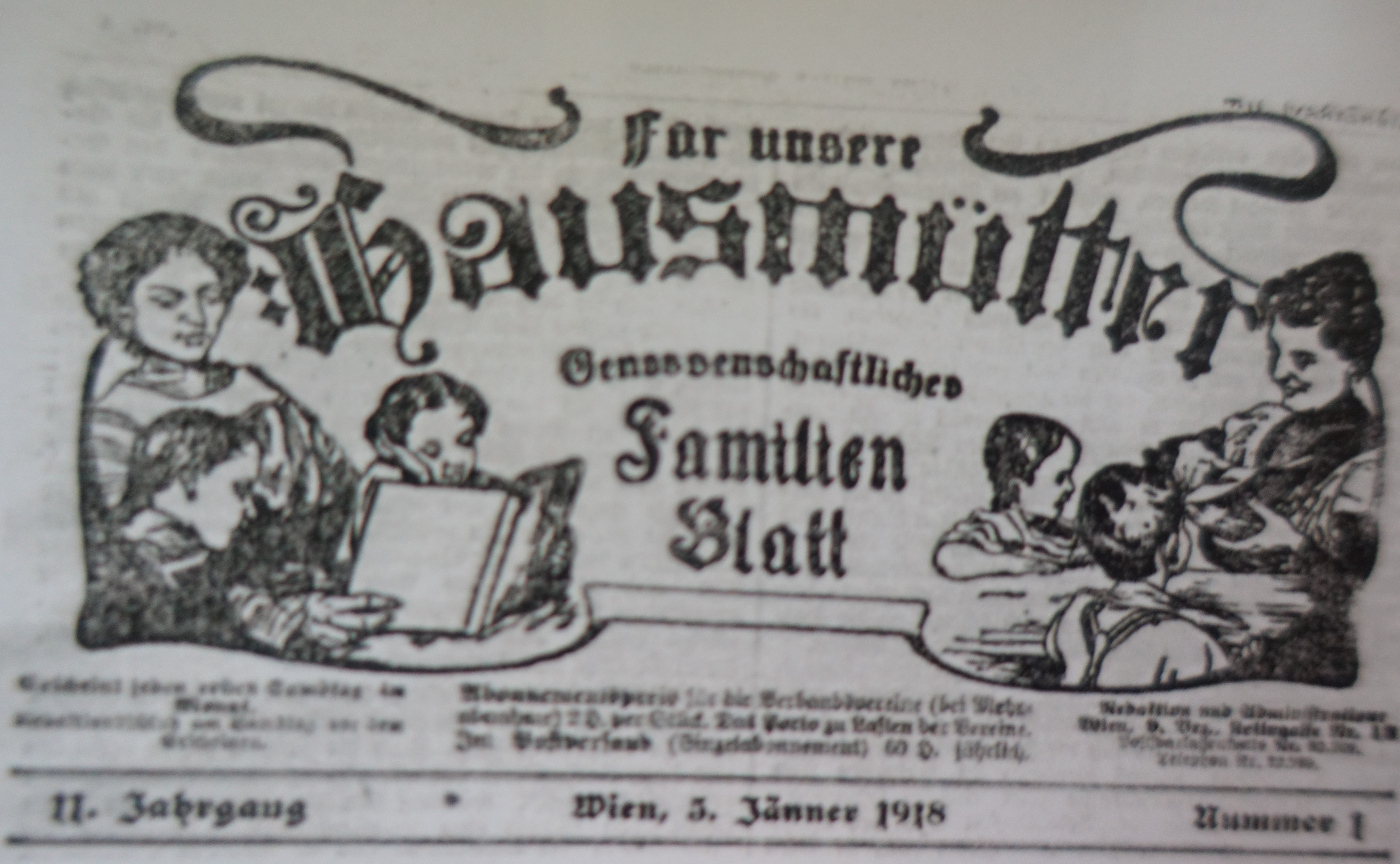
Genossenschaftliches Familienblatt 1918

Emma „Emmy“ Freundlich (* 25. Juni 1878 in Aussig, Österreich-Ungarn; † 16. März 1948 in New York City) war eine österreichische Politikerin der Sozialdemokratischen Arbeiterpartei Österreichs (SDAP) und Schriftstellerin.

## Leben
Emma Kögler war die späte Tochter von Adolf Kögler, einem wohlhabenden Ingenieur und liberalen Politiker, der es bis zum Bürgermeister von Aussig an der Elbe brachte. Im Alter von 16 Jahren verlor sie ihren Vater. Das rebellische junge Mädchen begann früh zu publizieren und heiratete 1900, im Widerspruch zu den Wünschen ihrer Familie, im schottischen Gretna Green den sozialdemokratischen Journalisten jüdischer Abstammung Leo Freundlich (1875–1954). Emmy Freundlich zog mit ihrem Mann nach Mährisch-Schönberg, wo er als Redakteur der „Volkswacht“ tätig war und veröffentlichte in diesem Blatt bereits im April 1900 ihre optimistische Sicht des neuen Jahrhunderts. Ungeachtet der Geburt ihrer beiden Töchter war Emmy Freundlich bereits in Mähren im sozialdemokratischen Milieu aktiv und stark beteiligt an den Veranstaltungen des 1903 gegründeten Arbeiterheims. Sie publizierte auch bereits ab 1907 im „Kampf“, dem theoretischen Organ der österreichischen Sozialdemokratie, vor allem zu Frauen- und Familienfragen. Leo Freundlich wurde 1907 für Mährisch-Schönberg in den Reichsrat gewählt. In Gefolge der Wahlniederlage der deutschsprachigen Sozialdemokratie von 1911, bei der auch Freundlich sein Mandat verlor, zog das Paar 1911 aber nach Wien und ließ sich noch im gleichen Jahr scheiden. Leo Freundlich wandte sich in der Folge von der Sozialdemokratie ab und wurde als Repräsentant des albanischen Königs Zogu „Königlich albanischer Pressechef“.
Emmy Freundlich dagegen machte in Wien Karriere. Sie schloss sich dem sozialdemokratischen Kreis um Karl Renner an, war in der Organisation der Kinderfreunde tätig und vor allem in der von Renner geführten Konsumgenossenschaftsbewegung. (Schon in Schönberg hatten sie und ihr ebenfalls aus vermögendem Haus stammender Mann den in Schwierigkeiten geratenen Konsumverein selbstlos unterstützt). 1913 gestaltete sie das seit 1909 bestehende genossenschaftliche Volksblatt Der Pionier in eine Hausfrauenzeitung um und trat, nach englischem Vorbild, als Organisatorin einer genossenschaftlichen Frauenorganisation auf. Im Zuge der Integration der Konsumgenossenschaften in die Kriegswirtschaft wurde Emmy Freundlich gemeinsam mit Karl Renner in die Direktion des Kriegswirtschaftlichen Ernährungsamtes berufen. Mit der Position einer Direktorin im Bundesministerium für Volksernährung hatte Emmy Freundlich zu ihrer Zeit die höchste weiblich besetzte Stellung im österreichischen Staatswesen inne.
Emmy Freundlich war zeitlebens publizistisch aktiv. In den Jahren 1907 bis 1928 schrieb sie zahlreiche Artikel für die sozialdemokratische Monatsschrift Der Kampf. Freundlich war Sekretärin des Reichsvereines der Kinderfreunde von 1917 bis 1923 und ab 1921 bis 1923 Präsidentin der Internation Cooperative Women’s Guild (ICWG). Außerdem wurde sie im Jahr 1918 Mitglied des Wiener Gemeinderates, in dem sie bis 1923 arbeitete. Vom 4. März 1919 bis 9. November 1920 war sie Mitglied der Konstituierenden Nationalversammlung. Im Jahr 1929 arbeitete Freundlich im Komitee der Wirtschaftssektion des Völkerbundes, wo sie die einzige weibliche Delegierte war. Vom 10. November 1920 bis 1. Oktober 1930 und vom 2. Dezember 1930 bis 17. Februar 1934 arbeitete sie als Abgeordnete zum Nationalrat.
Nach einer Inhaftierung im Jahr 1934 emigrierte Emmy Freundlich 1939 nach London. Sie gründete 1943 das Austrian Committee for Relief and Reconstruction mit und war Vorsitzende. 1947 übersiedelte sie nach New York City und wurde Beobachterin der ICWG beim Wirtschafts- und Sozialrat der UNO in New York.

## Würdigung
2004 wurde in Wien-Floridsdorf (21. Bezirk) die Emmi-Freundlich-Gasse (⊙) nach ihr benannt. Die Wiener Parteischule benannte 2024 einen Lehrgang nach ihr.

## Publikationen
- Emma Freundlich: Der Kampf um die Reorganisation der Weltwirtschaft und die Internationale Weltwirtschaftskonferenz, München, Heller
- Emma Freundlich: Die Genossenschaft – Wien, O. Maass, 1929
- Emma Freundlich: Die Genossenschaftsbewegung im Lande und der Gemeinde Wien, ihre Entwicklung, ihr Aufbau und ihre Zukunft, Wien, „Vorwärts“, 1930
- Emmy Freundlich: Die Internationale der Genossenschaften. Der Mensch in der Wirtschaft und der Sozialismus, Wien, Verlag der Organisation Wien der Sozialdemokratischen Partei, 1930, (Wiener sozialdemokratische Bücherei)
- Emmy Freundlich: Die Macht der Hausfrau: Ein Aufruf an die Hausfrauen, Wien, Verlag der Wiener Volksbuchhandlung, 1927
- Emmy Freundlich: Frührot, Wien, H. Heller, 1907
- Emmy Freundlich: Unser tägliches Brot – Eine Einführung in die Fragen der Zoll- und Handelspolitik, Wien, H. Heller, 1917
- Emmy Freundlich: Wesen, Aufgaben und Organisation der Genossenschaftsbewegung, 1927, Bibliothek der genossenschaftlichen Beiräte der Betriebsräte Österreichs
- Emmy Freundlich: Hausfrauen bauen eine neue Welt! Genossenschaftsbewegung; Genossenschaftliche Frauenbewegung; Internationale genossenschaftliche Frauengilde (IGFG). o. O. 1935, [online unter http://publikationen.ub.uni-frankfurt.de/frontdoor/index/index/docId/8301]